# Батальон Имама Шамиля
Батальон Имама Шамиля (араб. كتيبة الإمام شامل; Katiba Al Imam Shamil‎) — боевая исламистская организация, в основном действующая на Северном Кавказе. Кавказско-российское отделение «Аль-Каиды».

## Название
Названо в честь героя северокавказских народов имама Шамиля, руководителя религиозной и национально-освободительной борьбы против царской России на Северном Кавказе в XIX веке.

## История
Неизвестно, когда была сформирована группировка, однако она не была широко известна до 26 апреля 2017 года, когда взяла на себя ответственность за взрыв в метро Санкт-Петербурга в 2017 году. В их заявлении говорится, что нападение было заказано генеральным эмиром «Аль-Каиды» Айманом аз-Завахири и что группировка действует от имени «Аль-Каиды» на Кавказе и в Российской Федерации. Атака была ответом на российскую военную интервенцию в Сирии. Группа также обязалась продолжать теракты в России до тех пор, пока российское правительство не выведет свои силы с Кавказа и Сирии. Предполагается, что группу возглавляет Сирожиддин Мухтаров, также известный как Абу Салах аль-Узбеки. В Таджикистане он известен своими связями с уйгурскими фундаменталистскими группировками, такими как «Исламская партия Туркестана» и другими филиалами «Аль-Каиды» в Сирии, такими как «Джебхат ан-Нусра».